# Ben Godfrey
Benjamin Matthew Godfrey (ur. 15 stycznia 1998 w Yorku) – angielski piłkarz występujący na pozycji pomocnika.